# Тайшина, Анна
А́нна Та́йшина (урождённая Церен-янжи; ум. 1742) — калмыцкая княгиня, подданная Российской империи. 
Князь Пётр Тайшин, в 1736 году, просил иностранную коллегию о том, чтобы ему было вверено управление всеми крещёными калмыками, и его просьбу было решено уважить, но князь умер в том же году. После смерти князя правительство России передало власть над крещеными калмыками его вдове Церен-янжи. Калмыцкая княгиня Тайшина, заключала договоры с правительством, и по её прошению был основан город Ставрополь (современный Тольятти), вокруг которого с 1739 года по 1842 годы существовало Ставропольское калмыцкое войско, и в войске согласно Высочайшего указа, от 9 ноября 1806 года, был сформирован 5-сотенный Ставропольский калмыцкий полк. 

## Биография
Происходила из древнего чоросского (цоросского) дербетского рода калмыцких тайшей, была праправнучкой главного дербетского тайши Далай-Батыра, внучкой хошутского Очирту-Цецен-хана и дочерью дербетского нойона Читера (Четена), который в 1709 году вместе с двоюродным племянником Солом-Дорджи разбил трехтысячный отряд Булавина и Игнатия Некрасова, и был участником русско-турецкой войны 1710—1713. В 14 лет вышла замуж за Баксадая-Дорджи (внука Аюки-хана).
В среде высшей калмыцкой аристократии после смерти Аюки-хана постоянно возникали интриги, ссоры. Правительство Российской империи, желая оградить свои южные границы от набегов кочевников, решило окончательно подчинить себе Калмыцкое ханство, обратив всех калмыков в христианство и поддержав с этой целью в борьбе за власть Баксадая-Дорджи, до этого владевшего всего 300 кибитками. Для захвата власти и надёжной поддержки со стороны имперских властей он согласился на крещение. Его крестили в Троицкой церкви Санкт-Петербурга 15 ноября 1724 года. Восприемником Баксадая стал сам Пётр I, поэтому новокрещёный был назван Петром, а его титул (тайша) стал его фамилией. Петру Тайшину был дарован титул князя и власть над всеми крещёными калмыками. При улусе Петра Тайшина начала действовать особая христианская миссия, которую возглавил иеромонах Никодим Ленкеевич. Ему удалось обратить в христианство многих калмыков из улуса Тайшина и других улусов. Но быстро выяснилось, что Петр Тайшин не был ревностным поборником православия. Больше того, он чинил козни членам миссии, не давал им вести проповеди и даже привести к православию собственную жену. Долгое время Церен-янжи оставалась буддисткой, хотя, по уверению Ленкеевича, проявляла искренний интерес к вероучению Русской православной церкви. При этом Петр Тайшин считал себя главой всех крещеных калмыков, в том числе служащих другим тайшам, и требовал, чтобы они подчинялись только ему. 
Тем временем, как и следовало ожидать, после смерти хана Аюки в Калмыцком ханстве началась междоусобица. Интриги российского правительства ссорившего между собой родственников калмыцкого хана и борьба за ханскую власть разрывали родственные узы калмыцкой аристократии. Двоюродный брат Баксадая – сын Агунджаба – могущественный владелец Дондук-Омбо начал решительную борьбу за овладение ханским престолом. Для достижения поставленной цели он не останавливался ни перед чем: воевал с русскими войсками и перекочевав на Кубань к родственникам своей жены - кабардинской княжны Джан, перешёл в подданство Оттоманской империи в состав которой входили Кубань и Крымское ханство. С особой жестокостью Дондук-Омбо расправлялся со своими политическим противниками из числа калмыцких князей (нойонов), к которым относился и его двоюродный брат Баксадай-Дорджи (в крещении - Петр Тайшин). Междоусобная борьба закончилась для него трагично: улус Тайшина (Баксадая-Дорджи) был разгромлен, а калмыков-христиан забрали в свои улусы другие тайши. На некоторое время христианская миссия перестала действовать. Остатки улуса Тайшина рассеялись в степи, его жена, вероятно, пережидала смуту у родственников. Сам же незадачливый тайша отправился в Петербург, искать помощи у могущественных покровителей. Дондук-Омбо добился своей цели - в обмен на принятие присяги на верность российской императрице Анне Иоанновне и  перекочевку со своими улусами и улусами союзных ему калмыцких тайшей и нойонов с Кубани на Волгу, он был утвержден калмыцким ханом, так как российское правительство боялось, что находясь со своими войсками и улусами на Кубани он вступит в союз с Крымским ханством и будет воевать на стороне Оттоманской империи против Российской империи.
Жена Петра Тайшина (Баксадая-Дорджи), Церен-янжи, приняла крещение лишь 3 июля 1735 года. Воспреемницей Церен-янжи стала императрица Анна Иоанновна, поэтому и назвали её Анной. В 1736 году Пётр Тайшин обратился в коллегию иностранных дел с просьбой построить город для него и его крещёных калмыков. Однако просьба была удовлетворена лишь после его смерти (он умер в 1736 году). 
Петр Тайшин, хлопотавший в Петербурге о возвращении ему наследственного улуса, захваченного родственниками, обратился в 1736 году в коллегию иностранных дел с просьбой, чтобы всех крещеных калмыков отдали ему и позволили «в способном месте построить город». Проиграв борьбу за ханский престол, он стремился отстоять власть над калмыками–христианами и, что немаловажно, обеспечить их защиту от притеснений соплеменников силой российских войск. Просьба эта была удовлетворена уже после скоропостижной смерти Тайшина в том же 1736 году. Наследовала покойному его жена, поскольку супруги, вероятно, не имели детей мужского пола, либо они не дожили до совершеннолетия. 
Анна еще находилась в Петербурге, добиваясь милостей у императрицы, а предназначенные ей в управление калмыки начали уже стекаться к сборным пунктам – Астрахани, Самаре и Красному Яру для отправки их к новому месту жительства. Страшное зрелище представляли собой эти люди, разоренные и гонимые нуждой с родных степей в неизвестные для них края. Указом от 7 апреля 1737 года руководителю Оренбургской экспедиции И.К. Кириллову было предписано, чтобы ко времени прибытия в Самару княгини Тайшиной, была построена крепость и в ней церковь. Вновь назначенный начальником Оренбургской экспедиции после смерти Кириллова, В.Н. Татищев принял решение, что княгине Тайшиной временно лучше жить в Алексеевске на линии между Самарой и Красносамарском. Княгине это место не понравилось, и по просьбе Татищева один из казаков указал на урочище Переполье, где есть Воложка Копылова. Выше верст на 20 и находилась Кунья Волошка, где зимой 1737–1738 годов для княгини и крещеных калмыков построили крепость.

20 июня 1737 года императрица Анна Иоанновна жаловала грамоту крещёной калмыцкой княгине Анне Тайшиной, в которой было записано об основании нового города Ставрополя:

Для пребывания твоего с зайсангами выше Самары (реки) и близь Волги реки построить крепость… и на то означено место собирать всех крещённых калмыков, которые около этой крепости имеют по обыкновению кочевать… как при крепости живущим, так и около кочующим крещённым калмыкам в отведённым и показанным им местам и урочищам зверей ловить, и леса и дрова рубить, и скотом траву травить, и сена косить, и хлеба сеять, в реках и озёрах рыбу ловить свободно, и для того из русских мужиков с пашпортами в работы наймовать позволяется.

В 1737 году Анна Тайшина получила из казны 9347 рублей для обживания на новом месте. Строительство города началось весной 1738 года и уже в сентябре Тайшина переезжает в Ставрополь (ныне г. Тольятти), где специально для неё был построен дом. В прошении на имя Анны Иоанновны писала: «Находящиеся при мне зайсанги в минувшее калмыцкое междоусобие все разорены, а я не только их снабдить, но и себя пропитать способа не имею». На оказание помощи бедным калмыкам ей было выделено 500 рублей.
При межевании земель в 1739 году княгине было отведено 600 четвертей пахоты и 1000 копен сенных покосов, больше 1000 квадратных сажен леса. В 1741 году Сенат выделил княгине обещанные ещё её мужу при крещении деревни с русскими крепостными крестьянами. В том же году в Ставрополе была открыта калмыцкая школа и позднее был учрежден Ставропольский калмыцкий корпус, позднее переименованный в Ставропольское калмыцкое войско из состава которого был Ставропольский калмыцкий полк участвовавший в Отечественной войне 1812 года, и в 1814 году вошедший вместе с русскими войсками в Париж. 
Анна Тайшина ненадолго пережила своего мужа. Хлопоты по устройству своих подданных подорвали ее здоровье. Впоследствии полковник ставропольского калмыцкого войска крещенный калмыцкий зайсанг Кирилл Шарап доносил: «Княгиня Тайшина и бригадир Змеев при жизни своей, будучи в Ставрополе, поистине великое о нас старание имели». Еще во время болезни Анны Тайшиной, когда уже было видно, что дни ее сочтены, ближайшее окружение стало задумываться о кандидатуре достойного ей преемника. В Петербурге была утверждена кандидатура её брата дербетского нойона (князя) Чидана (который был крещён под именем Никиты Дербетева).
Умерла Тайшина в 1742 году. По одной из легенд, Анна Тайшина, умирая, сказала «Через 100 лет на этой земле калмыкам не жить». Так и произошло. В 1842 году Ставропольское калмыцкое Войско было упразднено, калмыки-казаки с семьями переведены и зачислены в Оренбургское казачье Войско, а бывшая войсковая территория отдана под крестьянское переселение из внутренних губерний и в награду чиновникам за различные службы.

## Семья
Её дочери, приняв православие, вышли замуж за русских аристократов. Её племянник Пётр Торгоутский был назначен правителем калмыков в 1745 году. Её брат дербетский нойон Чидан (крещённый под именем Никиты Дербетева) возглавил калмыков после смерти Петра. Его внук Фёдор Дербетев (1740—1744) — казачий офицер, участник Семилетней войны (1756—1763), особо отличился в бою под Пиллау (ныне город Балтийск) в Восточной Пруссии, участник Крестьянской войны (1773—1775), атаман калмыцкого казачьего полка в армии Пугачева Е. И., тяжело ранен 23 мая 1774 года у речки Грязнухи (приток Большого Иргиза) в бою с одним из правительственных отрядов под командованием поручика Байкова из состава бригады Мансурова и умер от ран на следующий день. После смерти Фёдора Дербетева род дербетовских нойонов от Далай-Батыра-тайши по линии Солом-Церена пресёкся.